# Gita Honwana Welch
Gita Honwana Welch (* im 20. Jahrhundert) ist eine freie Beraterin im Bereich der internationalen Entwicklungshilfe und ehemalige Mitarbeiterin der Vereinten Nationen. Auf der Basis vielseitiger nationaler und internationaler Funktionen war und ist sie auf verschiedenen Konferenzen und Arbeitstreffen Teilnehmerin und Vortragende. Honwana Welch stammt aus Mosambik.

## Werdegang
Honwana Welchs Eltern sind Raúl Honwana und dessen zweite Frau Nely Nhaca. Sie studierte zunächst Jura an der Universität Lissabon (1970–1973) und an der Eduardo-Mondlane-Universität in Maputo (1980–1982). Sie gilt als erste Mosambikanerin mit einem Universitätsabschluss in Jura. An der Columbia University in New York erwarb sie auf den Gebieten Rechtswissenschaft und speziell Internationales Recht jeweils einen Masterabschluss sowie einen Doktorgrad in Recht vom Wolfson College der University of Oxford. In ihrer Dissertation befasste sie sich mit dem „Verbot von Folter, grausamer Behandlung, unmenschlicher und herabsetzender Behandlung oder Bestrafung im Internationalen Recht“, womit sie auf die UN-Antifolterkonvention aus dem Jahre 1984 Bezug nahm.
In ihrer Heimat Mosambik und in Osttimor sammelte sie Erfahrungen beim Wiederaufbau eines Justizsystems in ehemaligen Krisenländern. In Mosambik arbeitete sie von 1978 an als Staatsanwältin, als Richterin am Provinzgericht Maputo von Juli 1979 bis Juli 1983 und als Direktorin der Abteilung für Ermittlungen und Gesetzgebung bis 1989 beim Justizministerium. Danach begann sie für die Vereinten Nationen im Entwicklungsprogramm der Vereinten Nationen (UNDP) zu arbeiten. Hier war sie die Vertreterin für das südliche Afrika im Bereich Frauen.
In Osttimor war Honwana Welch von 2000 bis 2001 Justizministerin in der I. Übergangsregierung unter der UN-Verwaltung. In New York beim UNDP arbeitete Honwana Welch von 2001 bis 2006 als Direktorin der Democratic Governance Group und in Angola von 2006 bis 2010 als Landesdirektorin des UNDP. Von 2011 bis 2013 war sie Direktorin des Regionalen Service-Centers für West- und Zentralafrika des UNDP in Dakar (Senegal). Seit 2013 ist sie als unabhängige Beraterin tätig. Von Januar bis April 2018 amtierte sie als kommissarische Landesdirektorin des UNDP in Ghana.

## Veröffentlichungen
- Lobolo. 1983, (Masterarbeit)
- mit Albie Sachs: Liberating the Law: Creating Popular Justice in Mozambique. Zed, London 1990, ISBN 0862329213[6]
- The Prohibition of Torture, Cruel, Inhuman and Degrading Treatment or Punishment in International Law. University of Oxford, 1993 (1994 publiziert), (Doktorarbeit)[7]
- Ayesha Kadwani Dias (Hrsg.), Gita Honwana Welch (Hrsg.): Justice for the poor: perspectives on accelerating access. Oxford University Press, New Delhi, Oxford 2009, ISBN 9780195692051[8]